# МетрономФильм
МетрономФильм — российская  кинокомпания, занимающаяся производством художественных, анимационных и документальных фильмов. С 2005 года производство анимационных фильмов выделено в отдельное подразделение.
- 2014 — 19 Международный фестиваль детского и молодёжного анимационного кино «Золотая рыбка» — профессиональное жюри : Спецприз жюри «За успешные анимационные проекты для детей» продюсеру Арсену Готлибу, студия «Метроном Фильм».[1]

## Избранная фильмография компании

### Игровые фильмы
- «Другое небо» Реж. Д. Мамулия, 2010 г
  - Международный кинофестиваль Карловы Вары 2010 (Специальное упоминание большого жюри - Малый Хрустальный Глобус. Приз экуменического жюри)
  - Международный кинофестиваль Коттбус 2010 Приз за лучший дебют, Приз ФИПРЕССИ, Специальное упоминание жюри
  - Международный кинофестиваль Батуми 2010 (Гран-при)
  - Кинофестиваль «Балтийские дебюты» 2010 приз за лучшую режиссуру

и др.награды.
- «Которого не было» Реж. Р. Салахутдинов, 2011
- «977 /Девять семь семь» Реж. Н. Хомерики, 2006 г.
  - Участник официальной программы «Un Certain Regard» Каннского кинофестиваля, 2006
  - Фестиваль «Окно В Европу» - Лучший игровой фильм
  - Вторая премия Анжер (Франция) - фестиваль дебютного кино.

и др.награды.
- «Вдвоем» Реж. Н. Хомерики, 2005 г.
  - приз в конкурсе «CINEFONDATION» Каннского кинофестиваля

и др.награды.
- «Москва» Реж. А. Зельдович, 2000 г.
  - Гран-При Международного Биеннале Киномузыки. БОНН 2000 г.
  - Венецианский кинофестиваль 2000, Official Selection
  - 44TH Regus London Film Festival
  - Приз «Золотой Овен» лучшая музыка к фильму
  - Приз «Золотой Овен» лучшая работа оператора

и др.награды.

### Анимационные фильмы
- «Везуха!» - анимационный сериал, продюсер Арсен Готлиб, Худ. рук. И. Максимов. (в производстве с 2010 г.). Премьера 1 июня 2012 г. на канале «Карусель»

Режиссёры: Н. Антипова, А. Головань, Е. Зилонова , А. Кузнецов, Е. Куркова, В. Мякишева, Е. Скворцова, В. Федорова, Л. Шмельков
- - Приз за лучший анимационный сериал. Суздаль 2011 Архивная копия от 5 марта 2016 на Wayback Machine
  - Приз за лучший анимационный сериал, Суздаль 2012

и др.награды.
- «Круглый год»  - анимационный мини-сериал, 12 серий, 2008-2010 Реж. В.Федорова, продюсер Арсен Готлиб
  - Приз за лучшее изобразительное решение, Суздаль, 2010 г.
  - Диплом  «За самую красивую осень» на международном фестивале КРОК  2009

и др.награды.
- «Король забывает» – анимационный фильм. Реж.В.Федорова
  - Лучший анимационный фильм.  Фестиваль дебютного кино,  Москва, 2007 Архивная копия от 4 марта 2016 на Wayback Machine
  - « Приз за лучший анимационный фильм в международной программе» фестиваль ВГИК 2007
  - « Приз за лучший анимационный фильм в студенческой программе» фестиваль ВГИК 2007

и др.награды.
- Колыбельные мира- анимационный сериал 60 серий, 2003-2009. Реж. Е. Скворцова.
  - Приз  «Золотой орел»-2008
  - Лучший анимационный сериал «Суздаль-2010»
  - Лучший анимационный сериал «Суздаль-2008»
  - Специальный приз детского фонда ООН (Юнисеф) – 2006

и др.награды.
- «Смечелики» - анимационный сериал, 2009. Реж. Анатолий Прохоров

Награды
Три кота.Пилотная Серия-анимационный сериал, 2014.Реж.Елизавета Скварцова
Награды 
2014-Народный мультсериал 🎭 

### Документальное кино
- «Процесс» Реж. А. Зельдович. 2003 г.
  - «JEWISH EYE» WORLD JEWISH FILM FESTIVAL, Фонд Спилберга, Израиль

и др.награды.
- «Агузарова и Браво» Реж. К. Дуглас. 1993 г.